# ピクロス (ゲームソフト)
ピクロス（PICROSS）は任天堂およびジュピターが発売したパズルゲームシリーズの総称。この名称はピクチャー・クロスワードを略した造語である。1995年にゲームボーイソフト『マリオのピクロス』が発売され、以降シリーズ化された。

## 概要
ペンシルパズルのお絵かきロジックをコンピュータゲーム化した上で、独自のアレンジを加えている。小学館の学年別学習雑誌などではゲームソフト発売前よりピクロスの名で掲載されたが、商標は任天堂が取得している。開発元は主にジュピター、『立体ピクロス』シリーズはハル研究所。
基本ルールはお絵かきロジックに準拠するが、ゲームモードによっては制限時間までに絵を完成できなければタイムオーバーとなるルール（『ピクロスNP』シリーズまでは持ち時間を全て使い切ったその時点でゲームオーバー、『ピクロスDS』以降は制限時間を超えても続行可能だが完成後のご褒美は単色の絵になる）、間違ったマスを削ると持ち時間が減算または加算されるペナルティ、ヒントとして縦横それぞれ一列の解答を表示する「ヒントルーレット」、マスの試し置き機能などが用意される。
『マリオのピクロス』『マリオのスーパーピクロス』『ピクロス2』では探検家・考古学者に扮したマリオやワリオが、古代遺跡の石盤に隠された絵を解読する設定にされた。そのためお絵かきロジックにおいてマスを塗りつぶす行為は、これらのゲームではハンマーとピックで「削る」と表現される。『ピクロスDS』以降はマリオなどのキャラクターが登場する作品が、出題される問題に合わせた数種類の背景デザインが用意された。
鉛筆や消しゴムを必要とせず問題は何度でも楽しめ、短い時間で気軽に遊べる内容が人気となり、シリーズ第1弾として1995年に発売された『マリオのピクロス』は、世界合計の売上げでミリオンセラーを記録した。
1995年当時発売ソフトが減り衰退に向かっていたゲームボーイは翌年の『ポケットモンスター』発売後に再び活気を取り戻したが、その下地には『マリオのピクロス』の好調な売れ行きがあった。この動向から、当時本作のプロデューサーを務め、後に株式会社ポケモン代表取締役社長へ就任した石原恒和は「ゲームボーイ、ちゃんと生きてるじゃないか」と評価し、『ポケモン』にも期待をかけた。さらに任天堂にゲームボーイの改良機『ゲームボーイポケット』の発売を促した要因の1つにもなった。

## シリーズ作品一覧
以下の年月日は日本国内の発売日または放送日となる。

### マリオのピクロス
1995年3月14日発売、ゲームボーイ
第1作。ゲーム内のBGMや古代文明の探索を連想させる設定は後の作品へ流用された。日本版の製品パッケージおよび広告には「オトナのパズル。」のキャッチフレーズが表記された。

### タモリのピクロス
1995年4月23日 - 9月2日放送、スーパーファミコン・サテラビューデータ放送番組
タモリのラジオ番組『サバチーチカレッジ タモロス博士のサンデーゼミナール』を聴きながら遊ぶパーソナリティ番組として放送された。ただしゲーム内にタモリは登場しない。ゲームデータの放送はラジオの放送時間外にも行われ、ラジオ番組を聴かずに遊ぶこともできた。放送終了後も『サンデーゼミナール』が終了する1996年3月まで再放送された。

### マリオのスーパーピクロス
1995年9月14日発売、スーパーファミコン
『タモリのピクロス』のプログラムと問題を流用し市販作品として仕上げた。ヒントと制限時間のない上級者向けのゲームモード「ワリオのスーパーピクロス」、2人協力プレイを導入。

### ピクロス2
1996年10月19日発売、ゲームボーイ
4分割された30マス四方の大きな絵を解く形式とされた。キャラクターを操作して問題を探すマップ画面、問題を解きながら隠された文章を推理するサブゲーム「クイックピクロス」を導入。こちらもスーパーゲームボーイを使用することで2人協力プレイが可能。

### サテラdeピクロス
1997年11月30日 - 12月27日放送、スーパーファミコン・サテラビューデータ放送番組
同年度に実施された月替わりイベントゲーム企画「マンスリーイベント」の1997年12月分作品として放送。複数の問題を解き共通するテーマを当てる懸賞を実施した。

### ピクロスNP Vol.1 - Vol.8
1999年4月1日 - 2000年6月1日発売、スーパーファミコン・ニンテンドウパワー書き換え専用ソフト
ニンテンドウパワーのみで供給される新作ソフトとして偶数月に1作ずつ、全8作発売。任天堂キャラクターを起用した特集問題、サテラdeピクロスと同様の懸賞問題、2人対戦モードを設けた。

### ピクロスDS
2007年1月25日発売、ニンテンドーDS
ピクロスNPから約7年ぶりの作品となった。従来のボタン操作に加えタッチペンによる操作、ニンテンドーWi-Fiコネクションによる通信対戦、問題の追加・交換などの新要素を導入。過去シリーズからの選抜問題も追加配信された。

### 立体ピクロス
2009年3月12日発売、ニンテンドーDS
従来のピクロスシリーズから外観・ルールを変更。縦・横・奥行き3方向のヒント数字をもとに、立方体のブロックを壊して立体図形を完成させる形式となる。「○」で囲まれたヒント数字は1個間を空け、「☐」で囲まれたヒント数字は2個以上間を空けるルール。

### ピクロスe
2011年7月27日、 2012年9月6日、 2013年6月13日より配信開始。ニンテンドー3DS、配信元：ジュピター
ニンテンドーeショップのダウンロード販売ソフト。初心者向けのナビゲーション機能や、解像度の向上に伴う操作性の向上（15マス四方までだが、拡大モードが必要なくなった）がされている。

### ピクロスe2
2011年12月28日、 2013年1月24日、 2013年7月25日より配信開始。ニンテンドー3DS、配信元：ジュピター
ニンテンドーeショップのダウンロード販売ソフト。『ピクロスe』シリーズ第2弾。
前作同様初心者向けのナビゲーション機能や150問の新規問題に加えて、新モード「ミクロス」（問題の塗りマスに入り込み、中にある問題を解いて、より緻密なイラストを完成させるピクロス）を搭載。

### クラブニンテンドーピクロス
2012年9月13日配信開始。ニンテンドー3DS
クラブニンテンドー会員特典として配信していたニンテンドー3DS用ダウンロードソフト。クラブニンテンドーのポイント（80ポイント）を交換することで入手できる。主なシステムは『ピクロスe』『e2』に同じ。任天堂キャラクターの問題が多く収録されている。

### ピクロスe3
2013年6月12日、 2013年10月3日、 2013年11月14日より配信開始。ニンテンドー3DS、配信元：ジュピター
ニンテンドーeショップのダウンロード販売ソフト。『ピクロスe』シリーズ第3弾。
新モード「メガピクロス」（2列にまたがるヒント数字のあるピクロス）を含め、全150問を収録。

### ピクロスe4
2013年11月20日、 2014年5月1日、 2014年5月22日より配信開始。ニンテンドー3DS、配信元：ジュピター
ニンテンドーeショップのダウンロード販売ソフト。『ピクロスe』シリーズ第4弾。
『e2』の「ミクロス」と『e3』の「メガピクロス」の新作を収録しているほか、新たに20×15マスの問題が登場。
また『e』～『e3』のセーブデータがある場合、それらに収録されていた問題の一部をメガピクロスとして遊ぶことができる。

### ピクロスe5
2014年6月11日、 2014年11月13日より配信開始。ニンテンドー3DS、配信元：ジュピター
ニンテンドーeショップのダウンロード販売ソフト。『ピクロスe』シリーズ第5弾。
基本的には『e4』とほぼ同じだが、各モードの問題配分が調整されている。

### クラブニンテンドーピクロス+
2014年10月10日配信開始。ニンテンドー3DS
クラブニンテンドー2014年度プラチナ会員特典として配信していたニンテンドー3DS用ダウンロードソフト。100問の新作問題が収録されている。

### ピクロスe6
2014年12月24日、 2015年7月30日、 2015年8月6日より配信開始。ニンテンドー3DS、配信元：ジュピター
ニンテンドーeショップのダウンロード販売ソフト。『ピクロスe』シリーズ第6弾。
1つの問題を「ピクロス」「メガピクロス」のどちらで遊ぶかが選択できるようになった。

### カタチ新発見!立体ピクロス2
2015年10月1日、 2016年9月1日、 2016年11月3日、 2016年12月2日より発売。ニンテンドー3DS（英：Picross 3D: Round 2）
立体ピクロスの続編。数字が青とオレンジの2色に分けられ、従来のようにブロックを壊すだけでなくブロックを正しく塗り分けるルールが追加されている。対応するamiiboで問題を追加できる。

### ポケモンピクロス
2015年12月2日、 2015年12月3日、 2015年12月4日より配信開始。ニンテンドー3DS（英：Pokémon Picross ）発売元：株式会社ポケモン
ニンテンドーeショップのダウンロード販売ソフト。『ポケットモンスター』シリーズの世界観に則した内容で、問題は全て同シリーズに関したもの。
独自の要素として、ゲーム内で集めたポケモンが問題を解く手助けをしてくれる。基本プレイ無料で、アイテム課金として「ピクロイト」をニンテンドーeショップで購入できる。
なお、1999年にゲームボーイ・ゲームボーイカラー共通ソフトとして同名のゲームの画面写真が公開されたが、発売は取り消されていた。

### マイニンテンドーピクロス ゼルダの伝説トワイライトプリンセス
2016年3月17日、 2016年3月31日より発売。ニンテンドー3DS（英：My Nintendo Picross: The Legend of Zelda: Twilight Princess ）
マイニンテンドーのギフト（景品）として配信されているソフト。当初は2016年10月1日17時までの限定配信の予定であったが後に期間が無期限に変更された。『ゼルダの伝説 トワイライトプリンセス』をテーマにした問題が収録されている。
チュートリアルには原作のキャラクター・ミドナが登場する。また、問題をクリアするとMiiverseで使えるハンコが獲得できる。

### ピクロスe7
2016年4月27日、 2016年12月15日、 2016年12月22日配信開始。ニンテンドー3DS、配信元：ジュピター
ニンテンドーeショップのダウンロード販売ソフト。『ピクロスe』シリーズ第7弾。
タッチペン入力方法が2種類に増え、マーク入力機能機能による仮塗りができるようになった。また20x15の問題もメガピクロスで遊ぶことができるようになったため、ピクロス150問は全てメガピクロスでも遊ぶことができる。

### ピクロスS
2017年9月28日発売。Nintendo Switch、配信元：ジュピター
ニンテンドーeショップのダウンロード販売ソフト。携帯型ゲーム機以外での新作発売は、『ピクロスNP Vol.8』以来約17年ぶりとなる。
『ピクロスe』シリーズのシステムを基本的に継承しているほか、2人同時プレイが可能。
なお、Nintendo Switch本体のタッチスクリーンを用いる操作には対応していない。

### ピクロスe8
2017年12月20日、 2017年12月21日、 2018年1月18日より配信開始。ニンテンドー3DS、配信元：ジュピター
ニンテンドーeショップのダウンロード販売ソフト。『ピクロスe』シリーズ第8弾。
システムは前作『e7』と同様。

### サンリオキャラクターズピクロス
2018年4月25日、 2018年6月28日、 2018年7月19日配信開始、ニンテンドー3DS（ 英：Sanrio characters Picross ）配信元：ジュピター
ニンテンドーeショップのダウンロード販売ソフト。サンリオのキャラクターの問題を収録。問題をクリアするともらえる「シール」はゲーム画面の背景に貼ることができる。

### ピクロスS2
2018年8月2日より配信開始。Nintendo Switch、配信元：ジュピター
ニンテンドーeショップのダウンロード販売ソフト。
解いた問題の画像が複数合わさって一つの大きな画像が完成するという、「ミクロス」モードに類似した新モード「クリップピクロス」のほか、カーソルの移動中にマスの数をカウントする機能や矛盾列を表示する機能などが新たに追加された。

### ピクロスe9
2018年8月8日より国内のみで配信開始。ニンテンドー3DS、配信元：ジュピター
ニンテンドーeショップのダウンロード販売ソフト。
システムは『e7』『e8』と同様。公式サイトの説明文では本作について「集大成」と銘打っている。

### けものフレンズピクロス
2018年10月4日配信開始。Nintendo Switch（英：Kemono Friends Picross ）配信元：ジュピター
ニンテンドーeショップのダウンロード販売ソフト。『けものフレンズ』に関する問題を収録。問題クリアによりキャラクターイラストが順次追加される「ギャラリーモード」やプレイ中の画面隅に各キャラクターが表示される「みまもりフレンズ」機能を搭載している。

### ピクロスS3
2019年4月25日より配信開始。Nintendo Switch、配信元：ジュピター
ニンテンドーeショップのダウンロード販売ソフト。
色つきの数字を手がかりにしてカラーイラストを完成させる新モード「カラーピクロス」を収録。

### PICROSS LORD OF THE NAZARICK
2019年7月25日より配信開始。Nintendo Switch、配信元：ジュピター
ニンテンドーeショップのダウンロード販売ソフト。『オーバーロード』に関する問題を収録。
対象年齢はCERO：B（12才以上対象）で、「恋愛」「セクシャル」のアイコンが付記されている。

### ピクロスS4
2020年4月23日配信開始。Nintendo Switch、配信元：ジュピター
ニンテンドーeショップのダウンロード販売ソフト。
新たに追加された「エクストラ」モードには「30×30」または「40×30」の大盤面問題が収録されている。

### ピクロスS5
2020年11月26日配信開始。Nintendo Switch、配信元：ジュピター
ニンテンドーeショップのダウンロード販売ソフト。
各モードの全問題クリア時、およびフルコンプリート時に合計クリアタイムを表示する機能が追加。

### ピクロスS6
2021年4月22日配信開始。Nintendo Switch、配信元：ジュピター
ニンテンドーeショップのダウンロード販売ソフト。
マスをカウントするグリッドを10マス単位で色を変え強調表示する措置を追加。

### ピクロスS MEGA DRIVE & MARKIII edition
2021年8月5日配信開始。Nintendo Switch（英：PICROSS S GENESIS & Master System edition ）配信元：ジュピター
ニンテンドーeショップのダウンロード販売ソフト。
セガの往年のゲーム機であるメガドライブやセガ・マークIIIなどのゲームソフトから以下の59作品に関する問題を収録。
- ESWAT:サイバーポリス イースワット
- ゴールデンアックスIII
- ターボアウトラン
- アウトラン
- コミックスゾーン
- ダイナマイトヘッディー
- アクションファイター
- コラムス
- ダブルターゲット シンシアの眠り
- アフターバーナー
- コラムスIII 対決!コラムスワールド
- タントアール
- アレックスキッドのミラクルワールド
- ザ・スーパー忍
- 時の継承者 ファンタシースターIII
- アレックスキッド 天空魔城
- ザ・スーパー忍II
- バハムート戦記
- アローフラッシュ
- ジ・ウーズ
- ファンタシースター
- イチダントアール
- シャイニング・フォースII 古えの封印
- ファンタシースターII 還らざる時の終わりに
- ヴァーミリオン
- シャドーダンサー
- ファンタシースター 千年紀の終りに
- エイリアンシンドローム
- 獣王記
- ファンタジーゾーン
- エイリアンストーム
- スーパーサンダーブレード
- ぷよぷよ
- エイリアンソルジャー
- スーパーハングオン
- ベア・ナックルII 死闘への鎮魂歌
- エターナルチャンピオンズ
- ストーリー オブ トア 〜光を継ぐ者〜
- ベア・ナックルIII
- エンデューロレーサー
- スペースハリアー
- ベア・ナックル 怒りの鉄拳
- カメレオンキッド
- スペースハリアーII
- ボナンザブラザーズ
- クライング 亜生命戦争
- ソニック&ナックルズ
- 魔界列伝
- クラックダウン
- ソニック・ザ・ヘッジホッグ
- ライトクルセイダー
- ゲイングランド
- ソニック・ザ・ヘッジホッグ2
- リスター・ザ・シューティングスター
- ゴールデンアックス
- ソニック・ザ・ヘッジホッグ3
- レンタヒーロー
- ゴールデンアックスII
- ソニック・ザ・ヘッジホッグCD

### ピクロスS7
2021年12月15日、 2021年12月23日、 2022年1月10日配信開始。Nintendo Switch、配信元：ジュピター
ニンテンドーeショップのダウンロード販売ソフト。
「ピクロスS」シリーズでは初めてタッチスクリーン操作に対応。

### ピクロスX:ピクビッツVSウツボロス
2022年8月4日、 2022年12月19日配信開始。Nintendo Switch（英：Picross X: Picbits vs Uzboross ）、配信元：ジュピター
ニンテンドーeショップのダウンロード販売ソフト。タイトルの読みは「ピクロスクロス ピクビッツ バーサス ウツボロス」。
5x5サイズの問題をハイスピードで次々に解いていくという趣向の作品。様々なルールの下でプレイする1人用モードのほか、オンラインまたはオフラインで最大8人で協力プレイするCO-OPモードもある。
「ピクロスS」シリーズやジュピター発売のソフト『ワーキング ゾンビーズ』のセーブデータがあるとキャラクターや盤面を変える特別なスキンが手に入る。

### ピクロスS8
2022年9月29日配信開始。Nintendo Switch、配信元：ジュピター
ニンテンドーeショップのダウンロード販売ソフト。
最大4人の同時プレイに対応。なお、本作の発売に合わせて、ピクロスS1からS7およびMEGA DRIVE & MARKIII editionでタッチスクリーン操作と4人同時プレイを実装するアップデートが行われた。

### ピクロスS9
2023年4月27日配信開始。Nintendo Switch、配信元：ジュピター
ニンテンドーeショップのダウンロード販売ソフト。
入力結果を任意の段階まで戻すことができる「盤面をさかのぼる」機能が追加。

### ピクロスS+
2024年2月29日配信開始。Nintendo Switch、配信元：ジュピター
ニンテンドーeショップのダウンロード販売ソフト。
ニンテンドー3DS向けに展開していたピクロスeシリーズの問題をピクロスSシリーズのシステムで遊べるようにしたもの。初期状態では『ピクロスe』の問題が収録されており、『e2』から『e9』までの問題は有料DLCの形式で購入し追加する。DLCを購入すると完全新規の問題も追加される。なお、ピクロスeシリーズの「ミクロス」の問題はピクロスSシリーズの「クリップピクロス」にアレンジされている。

### Logiart Grimoire / Picross -LogiartGrimoire-
Steam：2023年9月12日（早期アクセス版）、2024年3月15日（正式版）、Nintendo Switch：2024年4月18日配信開始、配信元：ジュピター
Steamとニンテンドーeショップ向けのダウンロード販売ソフト。タイトルは前者がSteam版、後者がNintendo Switch版。読みは「ロジアート グリモワール」。
「ロジアート」（ピクロス）を解くことができる魔書に異変が起きて機能しなくなったため、プレイヤーが魔書の管理人のエミールとともに問題を解いていくというストーリー。クリア後のロジアートを素材として2〜3個組み合わせる「フュージョン」を行うことで新たな問題が解放されるという形式になっている。

### ピクロスS NAMCO LEGENDARY edition
2024年5月30日配信開始。Nintendo Switch、配信元：ジュピター
ニンテンドーeショップのダウンロード販売ソフト。
ナムコの往年のゲームソフト30作品のキャラクターを題材とした問題を収録。
- ギャラクシアン
- パックマン
- ゼビウス
- マッピー
- ギャラガ
- ディグダグ
- ワープマン
- ドルアーガの塔
- バトルシティー
- パックランド
- スターラスター
- ディグダグII
- バベルの塔
- ワルキューレの冒険 時の鍵伝説
- スカイキッド
- スーパーゼビウス ガンプの謎
- マッピーランド
- メトロクロス
- ドラゴンバスター
- 妖怪道中記
- カイの冒険 ザ・クエスト・オブ・カイ
- 三国志 中原の覇者
- ファイナルラップ
- 源平討魔伝
- ワギャンランド
- ローリングサンダー
- ドラゴンスピリット 新たなる伝説
- スプラッターハウス わんぱくグラフィティ
- ワギャンランド2
- ワギャンランド3

### ピクロス 盾の勇者の軌跡
2024年10月3日配信開始。Nintendo Switch、配信元：ジュピター
ニンテンドーeショップのダウンロード販売ソフト。
アニメ『盾の勇者の成り上がり』とのコラボレーション作品。物語に沿って問題を解いていく「エピソード」モードを搭載し、「クリップピクロス」と「エクストラ」ではアニメのワンシーンを再現した大盤の問題が出題される。

### ピクロスS Doraemon & F Characters edition
2025年3月27日配信開始。Nintendo Switch、配信元：ジュピター
ニンテンドーeショップのダウンロード販売ソフト。
『ドラえもん』をはじめとする藤子・F・不二雄の漫画28作品のキャラクターを題材とした問題を収録。
- ドラえもん
- パーマン
- エスパー魔美
- キテレツ大百科
- チンプイ
- モジャ公
- ウメ星デンカ
- T・Pぼん
- 21エモン
- バケルくん
- ジャングル黒べえ
- ポコニャン
- SF短編 ミノタウロスの皿
- SF短編 じじぬき
- SF短編 ヒョンヒョロ
- SF短編 イヤなイヤなイヤな奴
- SF短編 ノスタル爺
- SF短編 ウルトラ・スーパー・デラックスマン
- SF短編 カンビュセスの籤
- SF短編 タイムカメラ
- SF短編 鉄人をひろったよ
- SF短編 アン子大いに怒る
- SF短編 ひとりぼっちの宇宙戦争
- SF短編 おれ、夕子
- SF短編 未来ドロボウ
- SF短編 流血鬼
- SF短編 征地球論
- SF短編 絶滅の島

### ピクロス 儒烏風亭らでんがご案内!ピクセルミュージアム
2025年6月5日配信開始。Nintendo Switch/Steam、配信元：ジュピター
Steamとニンテンドーeショップ向けのダウンロード販売ソフト。Steam版のタイトルは「ピクロス」の文字がない『儒烏風亭らでんがご案内!ピクセルミュージアム』。
VTuberの儒烏風亭らでんが監修するソフトで、美術品や工芸品に関する問題のほか、らでん自身に関する問題も収録。

## 評価
ピクロスNP Vol.1
ファミ通クロスレビューでは8、7、7、7の29点。レビュアーは、ルールが簡単でヒントもあり初心者でも安心、問題も戦略性が高く簡単なものから難題もありセンスもいいと評し、低価格であることも好意的に評価したが、一方で、問題のエディット機能や対戦モードのギミックがほしかったとの要望や、元ネタを知らないと分からない問題への不満を述べている。
ピクロスe
Nintendo World Reportでは6/10のスコアで、初心者に優しいヒントシステムや2つの操作オプションを高評した一方で、シンプルすぎる表現や革新性の欠如、本体の立体視機能を活かし切れていないことを短所として挙げている。Eurogamerのレビュアーはアナログコントローラーによる操作がスピーディーで一番だったと述べた。Official Nintendo Magazine UKのレビュアーは『ピクロスDS』でグループ別に設定されていた背景画像とBGMが『e』では共通のシンプルなものになっていることを不満点として指摘しつつ、新規プレイヤーには低価格で最高のバージョンであるとしている。Nintendo LifeのレビュアーもBGMについて同様の意見を述べているほか、パズルが最大でも15×15マスで他の巨大パズルに比べて小さいため過去作ほど楽しめないとも評している。Edgeでは直近のものよりコンテンツが少ないが低価格でインターフェースが洗練されていると評した。
ピクロスe2
Nintendo World Reportでは5.5/10のスコアで、タッチペンオプションで快適に操作できることを評価しパズルの数の豊富さを賞賛したが、多くの問題において難易度が低いことを指摘している。Computer and Video Gamesのレビュアーは『ピクロスDS』より少し劣っていると評している。